# Васильев, Николай Михайлович (генерал-майор, 1835)
Никола́й Миха́йлович Васи́льев (1835—1888) — генерал-майор, участник русско-турецкой войны. Командир 96-го Омского полка.

## Биография
Родился в семье вице-адмирала М. Н. Васильева 13 (25) июня 1835 года.
Воспитывался в Пажеском корпусе; из камер-пажей был произведён в прапорщики Лейб-гвардейского Семёновского полка. С 22 августа 1854 года поручик, в этом же году находился в составе войск, охранявших прибрежье Балтийского моря. 
В декабре 1854 года по Высочайшему повелению был командирован в Сестрорецк для обучения оружейному производству и оттуда, по Высочайшему же повелению от 15 мая 1855 года, командирован в распоряжение Главнокомандующего Южной Армией для приспособления боевых припасов, причем он устроил Мастерскую в Херсоне.
Возвратившись из командировки 21 марта 1856 года он отправлен в 14 пехотную дивизию для указания правил литья французских пуль и изготовления боевых патронов. 19 октября 1860 года произведен в поручики, 30 августа 1862 года в штабс-капитаны. 
С 7 июля по 18 ноября 1863 года находился с полком в Виленском военном округе, для усмирения польского мятежа, и за отличие в деле на реке Омуле (25 октября) 6 февраля 1864 года награждён орденом Святой Анны 3-й степени с мечами и бантом.
27 марта 1866 года произведён в капитаны и в том же году 30 августа награждён орденом Святого Станислава 2-й степени (ровно через три года был награждён императорской короной к этому ордену); 20 апреля 1869 года произведён в полковники.
30 августа 1871 года награждён орденом Святой Анны 2-й степени и 30 августа 1873 года получил императорскую корону к этому ордену. 
20 марта 1875 года назначен командиром 111-го пехотного Донского полка и 17 ноября того же года назначен командиром 96-го пехотного Омского полка.
Во время русско-турецкой войны с 18 сентября и по 9 января 1878 года находился в составе Каларашского отряда, оборонявшего левый берег Дуная. 
С 9 января по 6 февраля 1878 года находился в составе Журжевского отряда, участвовал в переходе по Твардицкому перевалу и с 25 марта по 27 мая находился в составе Сливенского отряда. 
За отличие в делах 19 ноября 1878 года награждён орденом Святого Владимира[уточнить] с мечами.
29 ноября 1878 года за отличие в делах против турок он произведён в генерал-майоры с зачислением по армейской пехоте и по запасным войскам; затем за отлично усердную службу и труды понесенные в бывшей действующей армии он 19 декабря 1880 года награждён орденом Святого Станислава 1 степени. На основании приказа по военному ведомству 1861 года № 253 он генерал-майором зачислен в списки 96-го пехотного Омского полка. 
29 марта 1881 года назначен командиром 2 бригады 22-й пехотной дивизии, а 23 декабря того же года назначен командиром 2 бригады 24-й пехотной дивизии. 
24 июня 1885 года награждён орденом Святой Анны 1-й степени.
Умер в Ораниенбауме 8 (20) октября 1888 года.

## Семья
В 1863 году женился на дочери коллежского асессора Ольге Ивановне Климовой. Их сын — Михаил (1872—1941).